# قسم لعبة الكف

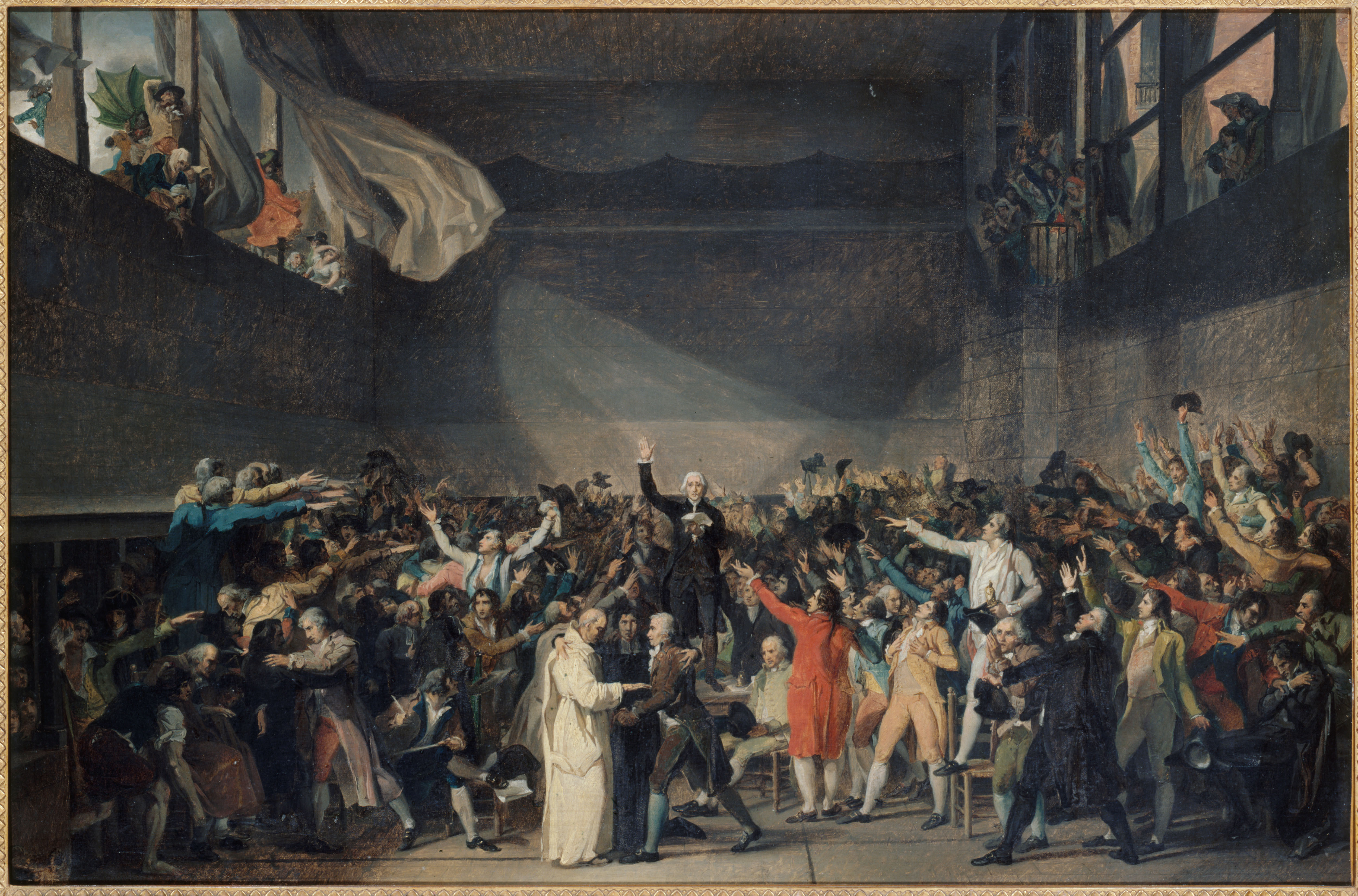
قسم لعبة الكفّ بريشة ديفيد.

قسم لعبة الكفّ هو تعهّد رسميّ عُقد في 20 يونيو 1789، في ملعب لعبة الكفّ، في فرساي، من قبل 300 نائبا عن الطّبقة الثّالثة وبعض النوّاب عن الإكليروس والنّبل، في حين الاجتماع العامّ للطّبقات عام 1789.
تجمّعوا في ملعب لعبة الكفّ في فرساي، وأقسموا ألّا يتفارقوا قبل وضع دستور. وكان لهذا التّعهّد، الّذي لم يكن معترف به قانونيّا من قبل الحكم الأترافي السّائد آنذاك، وقع رمزيّ وسياسيّ، فشكّل حادثا حاسما في سياق الثورة الفرنسية. كما أنّه يترجم نقل السّيادة والقدسيّة من الملك إلى الوطن.
ممهدّا الطّريق لنيل السّيادة الوطنيّة وفصل السلطات، سوف يجمع هذا القسم الطّبقات الثّلاث (النّبل والإكليروس والطّبقة الثّالثة) في «المجلس الوطنيّ التّأسيسيّ». و سوف يتمّ، جرّاء تأسيسه، إلغاء الامتيازات (4 أغسطس 1789) وإعلان حقوق الإنسان والمواطن (26 أغسطس 1789) ووضع مبادئ الدّستور (في أواخر 1791).
1. ↑  مُعرِّف المكتبة الوطنية الفرنسية (BnF): 15093223n.
2. ↑  مذكور في: موسوعة بريتانيكا على الإنترنت. مُعرِّف موسوعة بريتانيكا على الإنترنت (EBID): event/Tennis-Court-Oath. لغة العمل أو لغة الاسم: الإنجليزية.